# Teatr Kameralny w Bydgoszczy

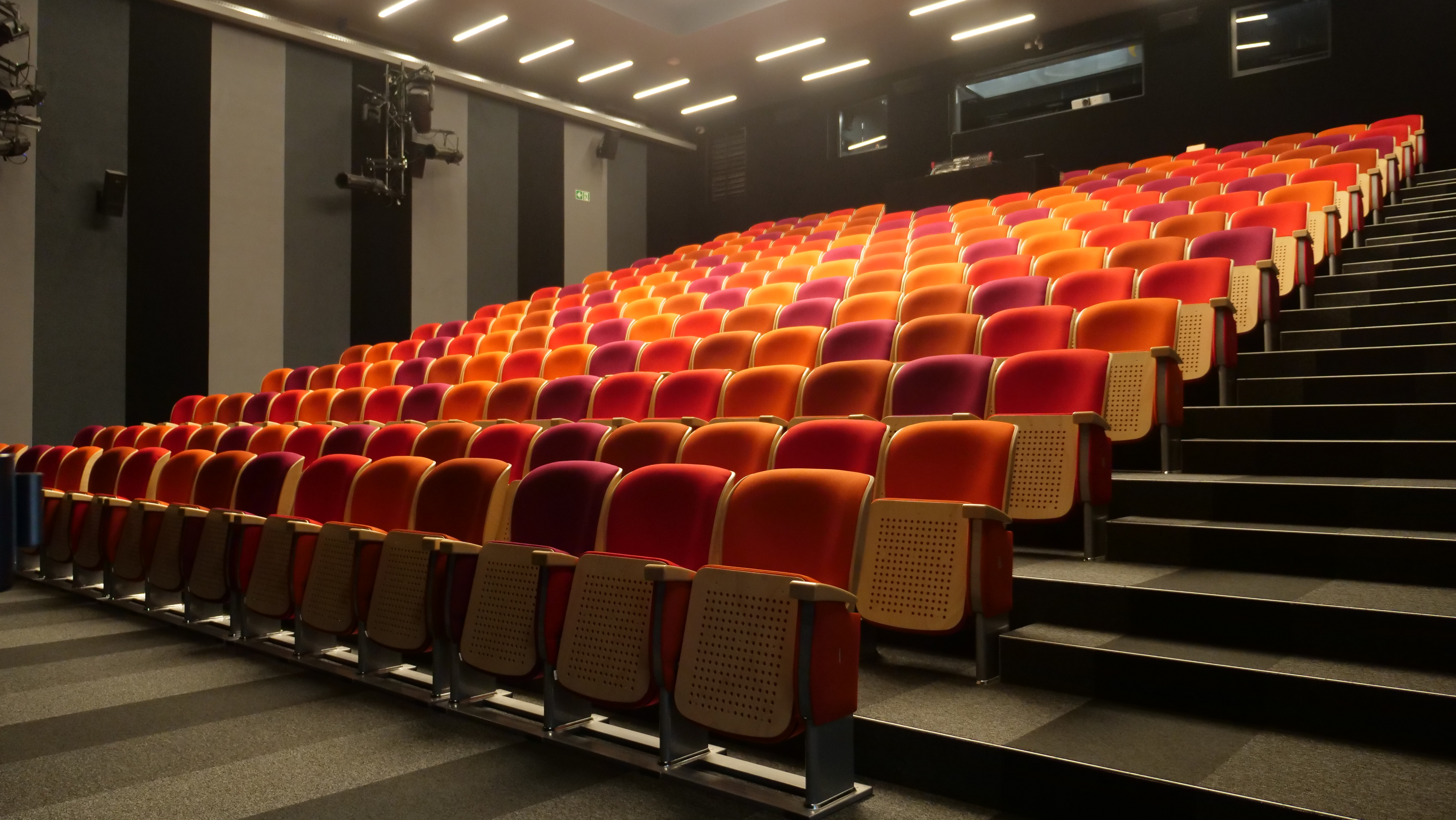
Widownia Teatru Kameralnego w Bydgoszczy, stan w 2022

Teatr Kameralny im. Wandy Rucińskiej w Bydgoszczy – scena teatralna w Bydgoszczy, istniejąca w latach 1962–1988 i od 2021, mieszcząca się w budynku dawnego Établissement przy ul. Grodzkiej 14–16. 27 marca 2019 Rada Miasta Bydgoszczy podjęła decyzję o utworzeniu Teatru Kameralnego jako miejskiej jednostki organizacyjnej. 

## Lokalizacja
Obiekt znajduje się na terenie Starego Miasta w Bydgoszczy, w narożu ul. Grodzkiej i Podwale, w południowej pierzei Rybiego Rynku. 

## Historia

### Okres przedwojenny
Budynek Teatru Kameralnego przy ul. Grodzkiej 14–16 powstał w latach 50. XIX wieku. Początkowo mieścił restaurację z kręgielnią i ogrodem, będąc jednym z kilkunastu działających w Bydgoszczy kompleksów restauracyjno-rozrywkowych typu Établissement. Kompleks ten zyskał popularność po nabyciu go przez Jakuba Wicherta, który go rozbudował i poszerzył program użytkowy. W 1897 architekt Karl Bergner zaprojektował salę bankietowo-teatralną na 600 osób o neobarokowym wystroju. Ściany były rozczłonkowane parami korynckich pilastrów na cokołach, a belkowanie ozdobione polichromowanym fryzem. Całość zamykał strop z fasetą pokryty malowidłami o motywach roślinno-ornamentalnych. W zespole Wicherta była winiarnia, piwiarnia, letni ogród, restauracja pod nazwą „Alt-Bromberg” (Stara Bydgoszcz), otwarta 30 października 1919 roku, a sala była miejscem w którym odbywały się liczne bale, koncerty, występy teatralne, rewiowe i kabaretowe. Tu też miał swoją siedzibę kabaret „Clou”. Działalność restauracyjno-rozrywkowo-teatralną prowadzono tu także w dwudziestoleciu międzywojennym i później, aż do schyłku II wojny światowej. 

### Okres po II Wojnie Światowej
W latach 1947–1949 miejsce to zaadaptowano na zastępczą scenę spektakli teatralnych, gdyż od 2 lat nie istniał już zburzony gmach Teatru Miejskiego, a na miejscu użytkowanego w latach 1945–1947 teatru Elysium trwała budowa nowej siedziby dla bydgoskiego Teatru Polskiego. Dla działalności teatralnej wykorzystywano niewielką scenę w sali bankietowej, brakowało natomiast pomieszczeń magazynowych i kostiumerni. W tym czasie dyrektorami teatru bydgoskiego byli: Wilam Horzyca, będący jednocześnie dyrektorem teatru w Toruniu, a rok później Aleksander Gąssowski. Mimo spartańskich warunków obaj dyrektorzy wystawili na scenie 24 premiery, m.in.: „Obrona Ksantypy” L.H. Morstina, „Szelmostwa Skapena” Moliera, „Kowal, pieniądze i gwiazdy” J. Szaniawskiego. W „Grubych rybach” M. Bałuckiego wystąpił Ludwik Solski. Po oddaniu do użytku w październiku 1949 r. budynku Teatru Polskiego, spektakle przeniesiono do nowej siedziby. 
Po odwilży politycznej 1956 życie teatralne Bydgoszczy nabrało charakteru spontanicznego i zaczęło wykraczać poza granice teatralnego budynku. Realizując ideę poszerzenia usług teatralnych, zwrócono uwagę na opuszczony budynek przy ul. Grodzkiej, celem uruchomienia tam drugiej sceny teatralnej. Po uzyskaniu aprobaty władz przystąpiono do przebudowy i unowocześnienia pomieszczeń. Podczas prac zmieniono rozkład wnętrz, a w sali umieszczono 300 miejsc dla widzów. Wystrój sali i towarzyszącego mu foyer oraz bufetu był dziełem plastyka Stanisława Lejkowskiego. Nowa placówka otrzymała nazwę Teatru Kameralnego. Jej działalność zapoczątkowano sztuką „Parady” J. Potockiego. Zespół Teatru Polskiego grał tu także takie sztuki, jak: „Paryżanka” H. Becque, „Łowcy głów” M. Regniera, „Billy kłamca” K. Waterhouse’a, „Mój brat niepoprawny” O. Wildera, „Rachunek nieprawdopodobieństwa” J. Jurandota, „Napoleon był dziewczynką” M. Hennequina i szereg innych.
Scena Teatru Kameralnego służyła rozrywce, była obiektem, gdzie eksperymentowano w dziedzinie sztuk nowych, głośnych i awangardowych, a także przypomniała widzom najcenniejsze pozycje literatury dramatycznej, polskiej i obcej. Wystawiono tu m.in.: „Archaniołowie nie grają w bilard” (maj 1962) Dario Fo, „Tango” Sławomira Mrożka (czerwiec 1965) i inne sztuki tego autora: „Indyk”, „Garbus”, „Na pełnym morzu”. Na scenie ukazywały się również spektakle C. Godebskiego, S.I. Witkiewicza, A. Fredry, Bałuckiego, A. Czechowa, G. Zapolskiej i innych mistrzów pióra. W latach 60., 70. i 80. wystawiono ponad 130 pozycji zróżnicowanego repertuaru. W latach 80. pojawiały się często spektakle sceny studyjnej, monodramy, które nie wymagały specjalnie przygotowanych pomieszczeń. 
W 1988 z powodu niemożliwości spełnienia przepisów przeciwpożarowych, zaprzestano użytkowania obiektu. Jego funkcję przejęła częściowo „Scena O-Bok” Teatru Polskiego. Po zamknięciu budynek kilkakrotnie zmieniał właściciela. Po teatrze przejęła go Opera Nova, a w 2006 samorząd województwa przekazał go miastu, które pierwotnie planowało jego remont, a następnie - z uwagi na znaczny stopień dekapitalizacji - sprzedaż, która nie powiodła się z powodu braku zainteresowanych. Cały obiekt objęty jest bowiem ochroną konserwatorską, a jeden z budynków wpisany jest do rejestru zabytków. Obowiązujące dla nieruchomości warunki zabudowy przewidują przeznaczenie jej na obiekt handlowy, placówkę kulturalną lub hotel.
W tej sytuacji władze miejskie postanowiły podjąć się rewitalizacji budynku. W jej efekcie powstała w nim wielofunkcyjna scena z salą widowiskową na 187 miejsc o układzie amfiteatralnym oraz zapleczem technicznym i pomieszczeniami służącymi do prowadzenia innowacyjnych warsztatów, dyskusji i spotkań wspomagających rozwój artystyczny i społeczny ich uczestników. Środki na ten cel pozyskano z Regionalnego Programu Operacyjnego województwa na lata 2014-2020. Do końca 2015 uzyskano pozwolenie na rozbiórkę budynku pomocniczego, przeprowadzono badania archeologiczne i sporządzono ekspertyzy techniczne budynków przy ul. Grodzkiej 14 i 16. Zmiana zasad uzyskiwania dofinansowania z RPO (dofinansowanie modernizacji obiektów istniejących, a nie stawiania nowych) spowodowała rezygnację miasta z zamiarów rozbiórki gmachu na rzecz jego modernizacji.

### Modernizacja po 2017
W 2017 rozpisano przetarg na przeprowadzenie modernizacji teatru. Szacowany koszt inwestycji wynosił pierwotnie 20 mln zł (w chwili ogłoszenia przetargu 18,9 mln zł). Ostatecznie umowa opiewała na kwotę 26,4 mln zł (przy dofinansowaniu ze środków UE w wysokości 12 mln zł).   
Ze względu na zły stan techniczny głównej części budynku prace budowlane rozpoczęto od rozbiórek (m.in. dachu); zgodnie z wytycznymi konserwatorskimi pozostawiono jedynie ścianę od ul. Podwale (w późniejszym terminie rozebrano ją również). Zgodnie z projektem odtworzono ją w 2020 wraz z otworami okiennymi, które zostały podkreślone granitowymi zdobieniami oraz - na poziomie parteru - sztukaterią; ponadto parapety uzyskały iluminację.   
Cała konstrukcja budynku, łącznie z fundamentami powstała od nowa. Elewacja jest utrzymana w szarej kolorystyce, a na cokole znalazły się okładziny z piaskowca. Na widowni przewidziano miejsce dla 232 widzów, w 13 rzędach. Teatr został wyposażony w jedyną w mieście wbudowaną na stałe scenę obrotową, 16 wyciągów elektrycznych, wyciąg kurtynowy, trzy mosty oświetleniowe i zapadnię towarowo-dekoracyjną. Poza salą teatralną o powierzchni użytkowej 3418 m kw. z 232 miejscami w 13 rzędach, w budynku znalazły się również garderoby z sanitariatami, hol wejściowy z kasami i pomieszczeniami obsługi widzów, foyer i szatnie. Na drugiej kondygnacji w północnej części budynku funkcjonuje zaplecze biurowe. Poddany rewitalizacji zabytkowy budynek z dwuspadowym dachem, znajdujący się we wschodniej części kompleksu, otrzymał białą elewację. Znalazła się w nim m.in. kawiarnia.    
W czasie przebudowy teatru odkryte zostały pozostałości wykonanych z drewna Bramy Grodzkiej, palisady oraz mostu prowadzącego nad fosą do zamku, zniszczonego w XVII w. w czasie potopu szwedzkiego, a także, w warstwie namułów rzecznych meandrującej tutaj niegdyś Brdy, miecz dwuręczny z przełomu XIV i XV wieku.   
Oddanie budynku do użytku nastąpiło w październiku 2021 (pierwotnie miał to być koniec 2019 roku), a oficjalne otwarcie, któremu towarzyszyła premiera musicalu "Matylda", 19 marca 2022.  
Pierwszym dyrektorem nowej instytucji został w 2019 Mariusz Napierała. Pierwszym przedstawieniem w zmodernizowanej siedzibie była premiera „Nowych szat TindiElli”.  
W 2024 teatrowi nadano patronkę: Wandę Rucińską.  

## Spektakle
Lista spektakli realizowanych po przebudowie od 2021 roku.
- Adanis ma gościa
- Dziewczynka z herbacianych pól
- Matylda (musical)
- Proszę słonia
- Wyspa/Islander
- Trzy Świnki i przyjaciele
- Opowieści z Narnii
- Rozplatanie tęczy
- Nowe szaty Tindielli